# Hypericum subalatum
Hypericum subalatum är en johannesörtsväxtart som beskrevs av Bunzo Hayata. Hypericum subalatum ingår i släktet johannesörter, och familjen johannesörtsväxter. Inga underarter finns listade i Catalogue of Life.